# Haverhill (Florida)
Haverhill es un pueblo ubicado en el condado de Palm Beach, Florida, Estados Unidos. Según el censo de 2020, tiene una población de 2187 habitantes.

## Geografía
La localidad está ubicada en las coordenadas 26°41′28″N 80°7′18″O / 26.69111, -80.12167 (26.690976, -80.121683). Según la Oficina del Censo de los Estados Unidos, Haverhill tiene una superficie total de 1.64 km², correspondientes en su totalidad a tierra firme.

## Demografía

### Censo de 2020
| Raza                   | Núm. | Porc.  |
| ---------------------- | ---- | ------ |
| Blancos                | 749  | 34.25% |
| Afroamericanos         | 647  | 29.58% |
| Amerindios             | 24   | 1.10%  |
| Asiáticos              | 59   | 2.70%  |
| Isleños del Pacífico   | 1    | 0.05%  |
| Otras razas            | 258  | 11.80% |
| De una mezcla de razas | 449  | 20.53% |

Del total de la población, el 38.82% son hispanos o latinos de cualquier raza.

### Censo de 2010
Según el censo de 2010, en ese momento había 1873 personas residiendo en Haverhill. La densidad de población era de 1137,06 hab./km². El 64.12% de los habitantes eran blancos, el 23.55% eran afroamericanos, el 0.48% eran amerindios, el 1.76% eran asiáticos, el 0.48% eran isleños del Pacífico, el 7.42% eran de otras razas y el 2.19% eran de una mezcla de razas. Del total de la población, el 29.2% eran hispanos o latinos de cualquier raza.